# Scriere cuneiformă
Scrierea cuneiformă (din limba franceză: cunéiforme) este printre primele forme de expresie prin scriere din lume. Scrisul cuneiform a fost inventat, probabil, cu aproximativ 5.000 de ani in urmă și consistă din adâncituri în formă de cuie, săpate în piatră sau imprimate pe tăblițe de argilă; a fost folosit de unele popoare orientale antice.

## Istoric
La început ei desenau imagini, dar apoi acestea s-au transformat în simboluri în formă de cuie sau ace, care sunt denumite scriere cuneiformă. Sumerienii erau caracterizați ca fiind un popor politeist folosind scrierea cuneiformă pe plăci de ceramică sau lut. Obiecte diferite erau reprezentate prin simboluri diferite, iar numărul acestora era prezentat prin repetiție. (În zona Mesopotamiei arheologii au găsit sute de mii de plăci cu astfel de scrieri.)
Limba și cultura anticului Sumer au rămas secrete până la mijlocul secolului al XIX-lea, când arheologii au început să descopere pe teritoriul Irakului vaste depozite ascunse de tăblițe de argilă. Unele dintre ele, vechi de aproximativ 4.000 de ani, alcătuiesc cel mai vechi manual de medicină cunoscut în lume. De asemenea, necesitățile administrative au stimulat inventarea unei forme de scriere specifică, realizată prin incizii în plăcuțe de argila cu mici unelte. Sumerienii sunt probabil responsabili pentru aceasta cultură urbană timpurie, care s-a răspândit către nord, de-a lungul Eufratului. Cuneiforma a fost scrierea tipică a tuturor civilizațiilor mesopotamiene. Colecțiile de tăblițe de argilă descoperite reprezintă și cele mai vechi biblioteci cunoscute din istoria umanității.
Se știe ca sumerienii au fost inventatorii scrisului, adică ai primului ansamblu de simboluri care au redat limbile folosite: hurta (vorbită în Siria), hitita (în Turcia), urarteana (în Armenia), elamita (în Iran) etc. Cele mai vechi dintre aceste semne se situează în jurul anilor 3.300 î.Hr. E vorba de așa-numitele logograme, semne cuvinte ce reprezintă un obiect sau o acțiune. Pasărea, peștele, grânele, muntele sunt ușor identificabile. Nu însă și alte elemente, cum ar fi oaia, reprezentată printr-o ciudată cruce aflată intr-un cerc. Prin asocierea logogramelor, se modifică semnificația lor. De pildă, o gură însoțită de o pâine se traduce prin a mânca. Cu timpul, desenele sunt înlocuite de simboluri abstracte, cum ar fi grupurile de bare care seamănă cu niște cuie, inscripționate pe tăblițe de argilă moale cu ajutorul unui vârf de trestie.
În total sumeriana se compune din 500 de semne, în principal logograme, apoi silabe. Cuneiformele au fost folosite în continuare pentru scrierea limbii akkadiene, babiloniene și asiriene, care au devenit limbi de bază în Mesopotamia.
Limba sumeriana a dispărut aprox. în anul 1.800 î.Hr., dar a rămas o limbă clasică a civilizațiilor din est chiar până la apariția creștinismului. Pe lângă sumeriană se vorbea foarte mult akkadiana. Această limbă stă la baza limbilor populațiilor asiatice (Irak, Iran, Pakistan, ...). Era o limbă dificilă, fără vreo asemănare cu celelalte limbi ale vremii (egipteana, ebraica, etc.). Mai târziu limba akkadiană a devenit limba oficială a poporului din zona Irakului de azi.

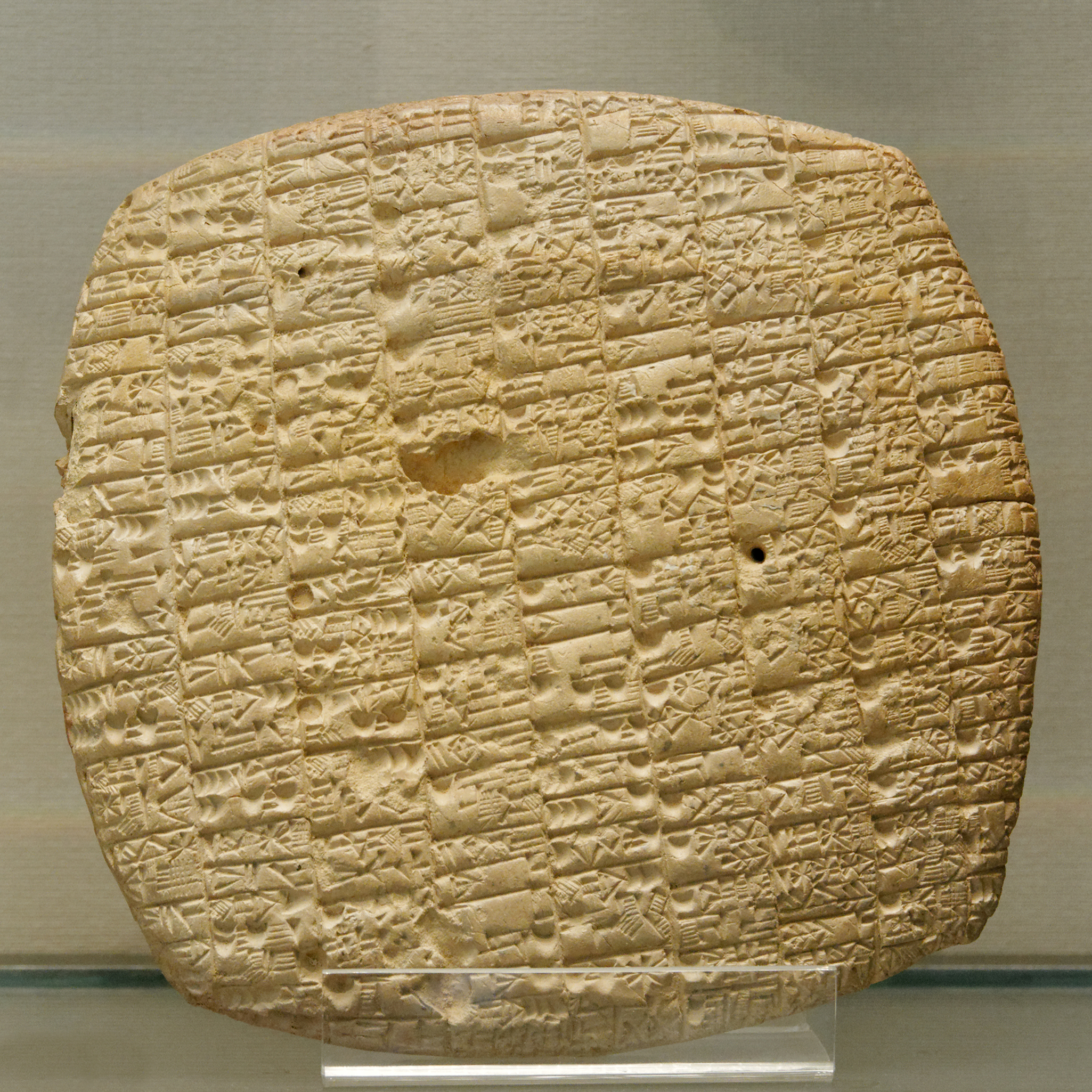
Tăbliță cu scriere cuneiformă.

În limbajul sumerienilor se găsesc mici părți din limbajul altor populații. Aceste cuvinte seamănă cu alte cuvinte din limbajul semitic. Unii arheologi afirmă ca semiticii ar fi predecesorii sumerienilor, și se presupune că în anul 2.600 î.Hr. nomazii semitici au venit din partea de vest și s-au așezat în Mesopotamia (ipoteză susținută mai puțin de alți istorici).